# Koe o Kikasete
Koe o Kikasete (声をきかせて?, Koe o Kikasete, Fammi sentire la tua voce) è un brano musicale della boy band sudcoreana Big Bang, pubblicata come primo singolo estratto dall'album Big Bang 2 il 4 novembre 2009. Il brano è cantato in lingua giapponese ed è riuscito ad arrivare alla quarta posizione della classifica Oricon, vendendo certificato disco d'oro dalla RIAJ. È la sigla d'apertura della commedia romantica in formato dorama del 2009 intitolata Ohitorisama con Teppei Koike.

## Tracce
CD singolo
1. Koe Wo Kikasete (声をきかせて) - 4:16
2. Ora Yeah! (オラ Yeah!) - 3:05
3. Koe Wo Kikasete (Acoustic Version) - 4:18

Durata totale: 11:37

## Classifiche
| Classifica (2010)           | Posizione più alta |
| --------------------------- | ------------------ |
| Oricon weekly singles       | 4                  |
| Circle Chart weekly singles | 96                 |